# Knipowitschia caucasica
Il ghiozzetto caucasico (Knipowitschia caucasica) è un pesce della famiglia Gobiidae.

## Distribuzione e habitat
È presente nel mar Nero, nel mar Caspio, nel mar Adriatico e nel mar Egeo.
Vive nelle lagune salmastre e nelle foci dei fiumi, in zone con vegetazione acquatica. Essendo eurialino è in grado di sopportare sbalzi anche importanti di salinità, infatti lo si può ritrovare da acque totalmente dolci ad acque iperaline.

## Descrizione
Difficile da distinguere dai congeneri e dai Pomatoschistus, il maschio ha 4 barre scure sui fianchi e una macchiolina nera sulla prima pinna dorsale, la femmina ha un punto scuro sotto la mandibola. Entrambi hanno la prima pinna dorsale con 2 strie scure, più visibili nelle femmine. Il colore di fondo è grigio sabbia.
Non supera i 5 cm.

## Alimentazione
Si ciba soprattutto di piccoli invertebrati bentonici.

## Riproduzione
Si riproduce ad 1 anno di età, le uova sono deposte sul soffitto di cavità o di conchiglie e vengono sorvegliate dal maschio. Non vive più di due anni.

## Nota tassonomica
Lo status tassonomico delle popolazioni adriatiche è incerto.